# Der Millionenfinger
Der Millionenfinger (Originaltitel: Mani di velluto), zunächst herausgebracht als Hände wie Samt, die wörtliche Übertragung des Originaltitels, ist eine italienische Filmkomödie aus dem Jahre 1979. Adriano Celentano erhielt für seine Leistung den David di Donatello für die beste männliche Hauptrolle. In der DDR lief der Film unter dem Titel Liebe macht Diebe erstmals am 8. Januar 1982 auf DFF 1.

## Handlung
Der Ingenieur Guido Quiller stellt ein Sicherheitsglas her, gegen das Einbrecher nicht mehr ankommen. In der Folge sind Juweliere nicht mehr bereit, Versicherungsprämien wie bisher zu entrichten, was eine Versicherungsgesellschaft in Sorge versetzt. Gerne möchte Guido seine Verlobte Maggie ehelichen. Seine getrennt lebende Ehefrau Petula ist nur dann bereit, in die Scheidung einzuwilligen, wenn er ihr die Firmenaktien überschreibt, die sie für 12 Milliarden Lire an die Versicherungsgesellschaft zu verkaufen beabsichtigt. Obwohl er damit sein gesamtes Vermögen verlöre, beschließt Guido, darauf einzugehen.
Kaum hat Guido seine Pläne Maggie verkündet, verlässt sie ihn, weil sie ihn mittellos nicht mehr interessant findet. Als er ihr auf einer Vespa ihre vergessene Handtasche nachträgt, wird er von der Diebin Tilli irrtümlich für einen „Berufskollegen“ gehalten. Sie rettet ihn aus einem Brunnen, in den er gefallen ist, und nimmt den Lädierten bei sich auf. Ihre Familie besteht aus Autoschiebern, Taschendieben und Möchtegern-Geldfälschern. Während sie ihn pflegt, stellt ihr Bruder Momo für ihn einen Ausweis mit neuer Identität her. Guido verliebt sich in die Frau, gibt sich aber nicht als der, der er ist, zu erkennen. Tilli und ihre Familie sind wütend auf Guido Quiller, weil er ihnen mit seiner Erfindung das Leben schwer gemacht hat und ihr Großvater einsitzt, nachdem er sich an einem solchen unzerbrechlichen Schaufenster versucht hat. Um ihn aus dem Gefängnis zu holen, benötigt Tilli 15 Millionen Lire als Kaution. Guido hebt den Betrag am Bankschalter ab, gibt den Vorgang aber gegenüber Tilli als Überfall aus, um sie zu beeindrucken. Als Journalisten der Famiglia Cristiana verkleidet, bestehlen sie einen christlichdemokratischen Abgeordneten. Guido erstattet diesem jedoch den Schaden wieder. In weiteren Coups nehmen sie Flugpassagiere und Opernbesucher aus. Bei der Bekanntgabe der Verlobung von Guido und Tilli erhebt ein Mann Einspruch, dem sie seit ihrer Kindheit versprochen war. Das Wettrennen, das darüber entscheiden soll, gewinnt Guido für sich. Um für sie einen Verlobungsring zu „erbeuten“, brechen sie gemeinsam in eine Villa ein, von der er zu wissen behauptet, dass dort ein Ring zu holen sei – es ist seine eigene Villa, in der er den Ring hinterlegt hat. Als die Polizei sie überrascht, erfährt Tilli endlich, dass ihr Verlobter in Wahrheit Guido Quiller ist, und läuft zornig davon. Doch bald verschleppt er sie zu einem Treffen mit Petula und Anwälten, wo er seine Aktien abtritt und die Scheidung bekommt. Tilli knöpft Petula das Geld wieder ab und macht sich mit Guido davon.

## Kritiken
Der Fischer Film Almanach erklärte den enormen Kassenerfolg des Streifens in Italien mit der sorgfältigen Vermeidung jeder Konfrontation mit der Wirklichkeit. Er gehöre zu den besseren Arbeiten des Komikers, weil dieser „sich hier wohltuend zurücknimmt und nicht grimassiert.“ Ähnlich hieß es im Film-Jahrbuch 1984, nicht Celentano, sondern seine Mitspieler seien Urheber von zu viel Blödelei; der Hauptdarsteller könne hier viele seiner Fähigkeiten einbringen. „Recht munter“ sei die Komödie, mit „netten überraschenden Einfällen“ und viel zum „Lachen oder Schmunzeln“, ohne ein gewisses Niveau zu unterschreiten. Auch das Lexikon des Internationalen Films sah die Stärken des Films bei Celentano und seinen „allgemein respektablen Späßen“, nicht bei der „mittelmässigen“ Inszenierung.